# Palau Molin a San Basegio
El Palau Molin a San Basegio és un edifici arquitectònic de Venècia, situat al barri de Dorsoduro i amb vistes al canal de la Giudecca.
Ocupa l'extrem occidental de la  fondamenta delle Zattere, davant del Molino Stucky.

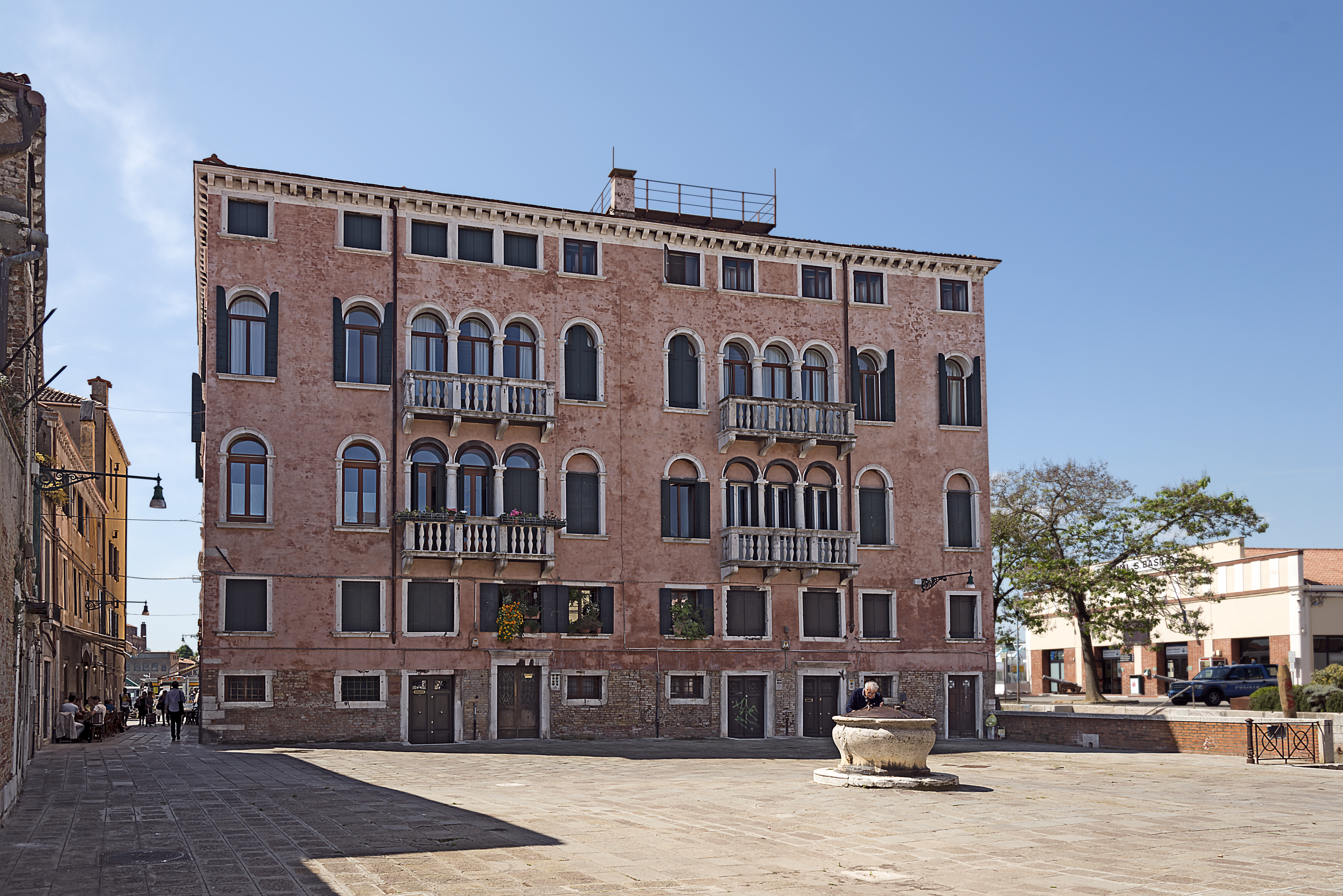
Façana amb vistes al Campo San Basegio

## Descripció
El Palau Molin, construït al segle XVI, té l'estructura típica dels edificis d'habitatges de classe mitjana de la Venècia del segle XVI, amb diversos apartaments organitzats al voltant d'un pou de llum central.
L'edifici s'organitza en tres plantes més dos entresols, un sobre la planta baixa i un altre a les golfes. Les seves superfícies semblen rugoses, fetes de maó, a causa de la caiguda del vell guix vermell.
La planta baixa s'obre per vuit entrades, caracteritzades per senzills portals rectangulars.
Les obertures de l'entresol són, a tots els costats, una sèrie de finestres quadrangulars monófores en emmarcaments senzills de pedra.
Les obertures principals es troben a les plantes principals, travessades per una sèrie de finestres d'arc de mig punt, interrompudes centralment a les dues façanes principals, la sud amb vistes al canal de la Giudecca i la nord amb vistes al Campo San Basegio, per dues finestres trífores per planta, sostingudes per columnes dòriques i amb balcons de pedra.